# Juan Alarcón Hernández
Juan Alarcón Hernández (Ometepec, 20 de noviembre de 1933-Chilpancingo de los Bravo, 11 de diciembre de 2013) fue un político, escritor, y profesor de derecho mexicano. Se desempeñó como Presidente Municipal Constitucional de Chilpancingo entre 1975 y 1977.

## Biografía
Nacido en Ometepec, Guerrero, egresó de la facultad de derecho y ciencias sociales de la Universidad Autónoma de Guerrero (UAGro), posteriormente realizó una maestría en derecho en dicha institución y un diplomado en derechos humanos.
Fue dirigente estudiantil, participando en el Movimiento estudiantil-popular de 1960 en Chilpancingo por la autonomía universitaria y la reivindicación de los derechos del pueblo. Durante su carrera desempeño cargos como agente del Ministerio Público y titular de Averiguaciones Previas; abogado postulante; presidente municipal constitucional de Chilpancingo desde 1975 a 1977; director general de Gobernación del estado en 1987; magistrado presidente del Tribunal de lo Contencioso Administrativo desde 1989 a 1990; profesor de la maestría en Derecho Público desde 1994 a 1998.
Desde 1990 presidió la Comisión de Defensa de los Derechos Humanos del Estado de Guerrero, institución de la cual es fundador, y de la cual se mantuvo a cargo durante 23 años. Durante su carrera participó en numerosos congresos, simposios, cursos y conferencias con relación a temas jurídicos y de derechos humanos.
Dentro su labor cultural, presidió el grupo cultural "Promotores de Arte en el Estado de Guerrero" (PROA); fue miembro fundador de Guerrero Cultural Siglo XXI, A. C. y perteneció a la Sociedad de Geografía y Estadística del estado de Guerrero. Es coautor de múltiples libros como La transición democrática en Guerrero; el movimiento estudiantil y popular de 1960 y Summa Académica, de la Sociedad de Geografía y Estadística. Está incluido en la Antología de Poetas Guerrerenses Siglo XX editada por el Instituto Guerrerense de la Cultura en 1987, y fue autor del poemario Barro nuevo (2013).
Falleció el miércoles 11 de diciembre de 2013, en la clínica Santa Fe de Chilpancingo de los Bravo, Guerrero, a causa del cáncer de estómago que padecía.

### Premios y reconocimientos
En 2004 fue galardonado con el Laurel de Oro que otorga la Asociación Internacional México–España, la Luna de Plata de la revista Carisma, de Acapulco, y recibió de manos del entonces gobernador del estado, René Juárez Cisneros, el Premio al Mérito Civil Nicolás Bravo que el Gobierno de Guerrero otorga a ciudadanos que se han distinguido por su labor trascendente a favor de los valores de la cultura, de las tradiciones y del respeto a los derechos humanos.

## Publicaciones seleccionadas

### Antologías
- Alarcón Catalán, Lamberto (1944). Antología De Poetas Guerrerenses. Guerrero, México: Ediciones del gobierno del estado de Guerrero.

### Poesía
- Alarcón Hernández, Juan (2013). Barro nuevo. Puebla: Altres Costa-Amic. ISBN 9786078154326.